# بريان سارمينتو
بريان سارمينتو (بالإسبانية: Brian Sarmiento)‏ (24 أبريل 1990 بروساريو في الأرجنتين - ) هو لاعب كرة قدم أرجنتيني في مركز الوسط. شارك مع منتخب الأرجنتين تحت 17 سنة لكرة القدم ومنتخب الأرجنتين تحت 20 سنة لكرة القدم. أما مع النوادي، فقد لعب مع أرسنال ساراندي وإستوديانتيس دي لا بلاتا وبانفيلد وراسينغ سانتاندير وكيلمس ونادي بونتي بريتا ونادي جيرونا ونادي خيريث ونادي راسينغ ونادي سالامانكا وCusco FC ‏ ونادي أتليتكو للبنين ‏.

## روابط خارجية
- بريان سارمينتو على موقع قاعدة بيانات كرة القدم.إي يو (الإنجليزية)
- بريان سارمينتو على موقع Soccerway.com (الإنجليزية)